# Tô de Graça
Tô de Graça é uma série exibida no canal Multishow e produzida pelos Estúdios Globo, a direção é de Silvio Guindane, que assumiu a partir da sétima temporada, subsistindo Marco Rodrigo. A primeira temporada estreou no dia 7 de novembro de 2017.
Conta com Rodrigo Sant'Anna, Andy Gercker, Evelyn Castro, Isabelle Marques, Lindsay Paulino, Estevam Nabote e Eliezer Motta nos papéis principais.

## Enredo
Dona Maria da Graça Xuxa a Meneghel é uma mulher batalhadora, de humor inconfundível e mãe de 14 filhos, embora apenas 7 morem com ela na comunidade carioca. Graça sustenta a casa com o dinheiro que ganha pedindo nas ruas e semáforos do Rio de Janeiro, enquanto lida com uma família nada convencional. Ela é cercada por personagens carismáticos e bem diferentes, como a barraqueira Sara Jane, o criativo Miqui Jegue, a massagista Marraia Karen, a rebelde Briti Sprite, o perdido Maico e o recém-saído da prisão Pablo, além da pequena Shubakira, sua caçula. A vida de Graça é uma verdadeira montanha-russa, com constantes altos e baixos, desde as desventuras de seu marido Moacir, um desempregado que vive à sombra dela, até as confusões com sua amiga Geralda e o inusitado chefe do morro, Miliciano. A história também traz o dono do bar, Canário, que se envolve com as personagens femininas de maneiras inusitadas, e a ex-patroa Abigail, que agora enfrenta a falência.
A cada temporada, novos personagens entram e saem da vida de Graça, sempre trazendo mais caos e risos. Na segunda temporada, Cráudio e Suellen, a nova vizinha, entram em cena, enquanto Sonaira, sobrinha de Geralda, se instala na casa de Graça após casar com Marraia. Já na terceira temporada, o atendente Frávio começa a mexer com os corações da família. Graça passa por altos e baixos, até que, na quarta temporada, recebe uma indenização por um erro médico, o que a leva a expandir seu império de pedintes, agora com filiais em toda a cidade. No entanto, na quinta temporada, sua vida dá uma reviravolta quando ela se separa de Moacir, que foge com Geralda, e novos personagens entram para agitar a comunidade, como Vilso, o namorado de Briti, Kesyanne, a nova namorada de Canário, e Deise, sobrinha de Geralda, que passa a comandar a vizinhança.
A sexta temporada traz uma Graça mais solitária, com a saída dos filhos de casa, restando apenas Shubakira a seu lado. Mas, como sempre, ela está de portas abertas para os filhos que precisarem de ajuda. A chegada de Jamile, a nova namorada de Canário, promete tumultuar a vida de todos com suas fofocas desencontradas, enquanto a volta de Moacir e Geralda coloca Graça no meio de um novo triângulo amoroso, entre o amor do passado e um novo pretendente, Moreira. A série segue com sua mistura de humor, drama e situações absurdas, sempre com Graça tentando manter a paz no meio da bagunça que é a sua vida.

## Elenco

### Principal
| Legenda | Legenda                       |
| ------- | ----------------------------- |
| P       | Creditado no Elenco Principal |
| R       | Creditado como recorrente     |
| C       | Creditado como convidado      |
| —       | Personagem ausente            |

| Rodrigo Sant'Anna | Maria da Graça Xuxa Meneghel dos Santos        | P | P | P | P | P | P | P |   |   |   |   |   |   |
| Andy Gercker      | Maicon Marrone Jackson Five dos Santos         | P | P | P | P | P | P | P |   |   |   |   |   |   |
| Evelyn Castro     | Mariah Carey dos Santos (Marraia Karen)        | P | P | P | P | P | P | P |   |   |   |   |   |   |
| Isabelle Marques  | Britney Spears dos Santos (Briti Sprite)       | P | P | P | P | P | P | P |   |   |   |   |   |   |
| Estevam Nabote    | Pablo Escobar dos Santos                       | P | P | P | P | P | P | P |   |   |   |   |   |   |
| Roberta Rodrigues | Sarajane dos Santos (Sara Jane)                | P | P | P | P | P | — | — |   |   |   |   |   |   |
| Eliezer Motta     | Moacir dos Santos                              | P | P | P | P | — | P | — |   |   |   |   |   |   |
| Jorge Maya        | Canário                                        | P | P | P | P | P | P | P |   |   |   |   |   |   |
| Dhu Moraes        | Geralda da Silva Sauro                         | P | P | P | P | — | P | P |   |   |   |   |   |   |
| Gui Santana       | Mick Jagger dos Santos (Miqui Jegue)           | P | P | — | — | — | — | — |   |   |   |   |   |   |
| Flávia Garrafa    | Abigail Marquezine                             | P | R | — | — | — | — | — |   |   |   |   |   |   |
| Ernani Moraes     | Seu Miliciano                                  | P | — | — | — | — | — | — |   |   |   |   |   |   |
| Edmilson Barros   | Pará                                           | — | P | P | P | P | P | — |   |   |   |   |   |   |
| Rita Guedes       | Suellen                                        | — | P | P | P | — | — | C |   |   |   |   |   |   |
| Rafael Zulu       | Cráudio                                        | — | P | — | — | — | — | C |   |   |   |   |   |   |
| Gracyanne Barbosa | Sonaira                                        | — | R | P | P | P | P | C |   |   |   |   |   |   |
| Gerson Barreto    | Frávio                                         | — | — | P | P | P | P | P |   |   |   |   |   |   |
| Viviane Araújo    | Íris Ellen (covidada) / Kesyanne (5 temporada) | C | — | — | — | P | — | — |   |   |   |   |   |   |
| Lindsay Paulino   | Vilso                                          | — | — | — | — | P | P | P |   |   |   |   |   |   |
| Tamires Gomes     | Deise                                          | — | — | — | — | P | — | — |   |   |   |   |   |   |
| André Mattos      | Moreira                                        | — | — | — | — | P | P | P |   |   |   |   |   |   |
| Ellen Rocche      | Jamile                                         | — | — | — | — | — | P | — |   |   |   |   |   |   |
| Lidi Lisboa       | Soraia                                         | — | — | — | — | — | — | P | P | P | P | P | P | P |
| Antonela Azevedo  | Sonali                                         | — | — | — | — | — | — | P | P | P | P | P | P | P |

### Convidados
| Ator/Atriz           | Personagem                       | Temporada |
| -------------------- | -------------------------------- | --------- |
| Viviane Araújo       | Íris Ellen (filha de Graça)      | 1ª        |
| Allan Pellegrino     | Funkeiro                         | 1ª        |
| MC Marcinho          | Ele Mesmo                        | 1ª        |
| Dhonata Augusto      | Piolho                           | 1ª        |
| Cristiana Oliveira   | Drª Verônica                     | 1ª        |
| Maurício Canguçu     | Leleco                           | 1ª        |
| Felipe Roque         | Paulinho Montes                  | 1ª        |
| Esther Dias          | Ronda (filha de Graça)           | 1ª        |
| Júnior Vieira        | David (filho de Graça)           | 1ª        |
| Carlos Bonow         | Flávio                           | 2ª        |
| Roberto Pirillo      | Dr. Abreu                        | 2ª        |
| Renato Rabello       | Túlio                            | 2ª        |
| Regina Sampaio       | Elizabeth                        | 2ª        |
| Victor Vergeti       | Rato                             | 2ª        |
| Rosane Gofman        | Nana                             | 2ª        |
| Amon Castro          | Jatinho                          | 2ª        |
| Rodrigo Fagundes     | Darci                            | 2ª        |
| Mary Sheila          | Selma                            | 2ª        |
| Regiana Antonini     | Psicóloga                        | 2ª        |
| Babu Santana         | Edvaldo                          | 3ª        |
| Elizângela           | Márcia                           | 3ª        |
| Nívea Stelmann       | Cleide                           | 3ª        |
| Belo                 | Ele Mesmo                        | 4ª        |
| Caike Luna           | Duda Kalil                       | 4ª        |
| Cacau Protásio       | Tereza Sampaio Tiziu (Terezinha) | 4ª        |
| João Camargo         | Júlio César                      | 4ª        |
| Solange Couto        | Vera                             | 4ª        |
| Valesca Popozuda     | Arleide                          | 4ª        |
| Ricardo Vianna       | Hóspede do Resort                | 4ª        |
| Nego do Borel        | George Clooney (Jorge Clonei)    | 4ª        |
| Nelson Freitas       | Seu Almirante                    | 5ª        |
| MC Marcinho          | Ele Mesmo                        | 5ª        |
| Sidney Sampaio       | Valtão                           | 5ª        |
| Flavia Reis          | -                                | 5ª        |
| Andrea Veiga         | Cleonice                         | 5ª        |
| Maíra Charken        | -                                | 5ª        |
| Juliana Guimarães    | -                                | 5ª        |
| Giselle Batista      | Margarete                        | 5ª        |
| Suzy Brasil          | Ela Mesma                        | 5ª        |
| Solange Gomes        | Gildete                          | 6ª        |
| Guilherme Leicam     | Dentista Ronaldo                 | 6ª        |
| Anselmo Vasconcellos | Tião dos Porcos                  | 6ª        |
| George Sauma         | -                                | 6ª        |
| Milton Cunha         | Ele Mesmo                        | 6ª        |
| Belo                 | Ele Mesmo                        | 7ª        |
| Deiwis Jamaica       | Policial Rocha                   | 7ª        |
| Castrinho            | Seu Honório                      | 7ª        |
| Antônio Fragoso      | Policial Salgado                 | 7ª        |
| Tadeu Schmidt        | -                                | 7ª        |

## Episódios
| Temporada | Temporada | Episódios | Episódios | Exibição              | Exibição               |
| Temporada | Temporada | Episódios | Episódios | Estreia de temporada  | Final de temporada     |
| --------- | --------- | --------- | --------- | --------------------- | ---------------------- |
|           | 1         | 20        | 20        | 7 de novembro de 2017 | 4 de dezembro de 2017  |
|           | 2         | 30        | 30        | 30 de agosto de 2018  | 19 de outubro de 2018  |
|           | 3         | 30        | 30        | 19 de agosto de 2019  | 26 de setembro de 2019 |
|           | 4         | 30        | 30        | 15 de junho de 2020   | 23 de julho de 2020    |
|           | 5         | 25        | 25        | 19 de julho de 2021   | 20 de agosto de 2021   |
|           | 6         | 30        | 30        | 27 de junho de 2022   | 5 de agosto de 2022    |
|           | 7         | 30        | 15        | 29 de abril de 2025   | 16 de maio de 2025     |
|           | 7         | 30        | 15        | 9 de junho de 2025    | 26 de junho de 2025    |

## Produção
A série é baseada nas observações do cotidiano da vida de Rodrigo Sant'Anna e na vida de sua avó, uma dona de casa baiana chamada Adélia. A série critica famosos e faz sátiras, mas com leveza. Sant'Anna interpreta a protagonista Graça, mãe de 14 filhos, catadora de latinhas e pedinte. Os filhos que ela não deu moram em sua casa, aparecendo em todas as temporadas. Eliezer Motta interpreta o marido de Graça, Moacir. Dhu Moraes e Jorge Maya aparecem também nas duas temporadas. Flávia Garrafa interpreta Abigail, ex-patroa de Graça, mas que depois de seu marido ser preso, se refugia na casa de Graça e passa a ser a empregada. Ela apareceu com regular na primeira temporada, mas como na série sua personagem é presa, ela volta como recorrente em alguns episódios da segunda temporada. Isso ocorreu porque a atriz estava gravando a telenovela Espelho da Vida. 
O programa foi tão aceito pelo público, que em 2018, estreou a peça sobre o programa. No mesmo ano, estreou a segunda temporada no dia 30 de agosto. Rafael Zulu, Rita Guedes e Edmilson Barros reforçaram o elenco da série em sua segunda temporada, interpretando Cráudio, Suellen e Pará, respectivamente.
Na terceira temporada a série recebeu outra adição, desta vez de Gracyanne Barbosa, interpretando a personagem Sonayra, que já havia feito uma participação na temporada anterior. Em 19 de agosto de 2019, estreou a terceira temporada da série.
Na quarta temporada, Gracyanne Barbosa foi promovida ao elenco regular após atuar recorrentemente na temporada anterior. Há também a adição de uma nova filha de Graça, Shubakira. Antes mesmo do fim da quarta temporada, Rodrigo Sant'Anna recebeu aprovação para mais uma temporada da série, prevista para estrear em 2021.
Na quinta temporada o programa ganhou novos rostos em seu elenco regular. Lindsay Paulino como Vilso, namorado de "Briti", Tamires Gomes como Deise, sobrinha de Geralda, André Mattos como Moreira, novo pretendente de Graça, e a volta de Viviane Araújo, que fez uma participação especial na primeira temporada como uma das filhas de Graça, nesta temporada ela é Kesyanne nova namorada do Canário.
Em fevereiro de 2021 o contrato de Rodrigo Sant'Anna foi renovado com a Multishow, garantindo assim uma sexta temporada para Tô de Graça programada para estrear em 2022.
A sexta temporada marca a volta de Dhu Moraes como Geralda e Eliezer Motta como Moacir, após a ausência dos dois na temporada anterior. Também marca a chegada de Ellen Rocche como Jamile nova namorada do Canário.Marca a saída de Kesyanne e Deise que foram inseridas na temporada anterior. É também a primeira temporada a não ter Sarajane interpretada por Roberta Rodrigues que foi inserida desde a primeira temporada. Em 2023, Rodrigo Sant’Annna anunciou seu contrato exclusivo com a plataforma Netflix, ocasionando, assim, o encerramento do programa.
Dois anos após o fim da série, Graça estreou nos cinemas com Tô de Graça – O Filme. No longa, Graça recebe uma indenização inesperada e decide aproveitar o dinheiro para levar toda a família, exceto o marido, para um feriadão em Araruama. O filme foi um grande sucesso de bilheteira, acumulando milhões de espectadores e ficando em cartaz por quase dois meses. Em 10 de dezembro, foi anunciado o retorno de Rodrigo Sant'Anna ao Grupo Globo, e com isso, o retorno da série para uma sétima temporada, prevista para estrear em 2025.

### Incêndio nos Estúdios Globo
No dia 18 de fevereiro de 2025, uma das cidades cenográficas dos Estúdios Globo, foi afetada por um incêndio de grandes proporções, atingido uma parte do cenário da próxima novela das sete, Dona de Mim, e quase que totalmente os cenários de Êta Mundo Melhor!, a próxima novela das seis, e do humorístico. Apesar do estrago, não houve vítimas e apenas três bombeiros ficaram feridos no combate às chamas, sendo imediatamente atendidos.